# 賈隱林
賈隱林，唐德宗時人，京兆華原(今陝西省銅川市耀州區)人，祖籍常山，唐朝將領。

## 家世
從父賈循，有大略，曾任范陽節度副使。祖父賈會，有高節，曾推託自己有病而不接受官署的徵聘，鄉里稱他為"一龍"。

## 生平
賈隱林為唐朝將領，滑州兵將。
德宗建中初，為永平軍兵馬使，率兵值宿宮禁。
建中四年(783年)，朱泚之亂爆發，德宗出逃奉天，諸軍尚未集結，賈隱林率眾隨行扈帝。德宗見隱林相貌雄傑，便詢問其家世，隱林答曰:「范陽節度副使賈循是我的從父。」皇帝感到驚訝，於是召見其至臥室，隱林以手板在地上作畫，陳列攻守之計。皇帝令隱林負責糾正皇帝的錯誤，並遷官至檢校右散騎常侍，封"武威郡王"。 隨後，叛賊朱泚稱帝，急攻奉天，賈隱林與侯仲莊逐急救援，冒矢石死戰，直至李懷光等率兵前來支援順利解圍。事後賈隱林向德宗上奏曰:「叛賊朱泚已奔逃，臣很高興，此對國家是無窮美好之事。然而陛下性靈太急，不能容忍，若此舊習性未改，叛賊雖然奔亡，但臣恐懼擔憂其尚未終了。」德宗聽了不但不生氣，反而很是讚賞，並任命為神策統軍。
率兵出征時卒於幸山南。興元元年（784年），德宗思想念及隱林為人正直質樸，雖隱林以卒，仍贈其左僕射之位，賞賜其家實封三百戶，賻絹百匹、米百碩，喪葬官給。

## 文學作品
註解《孫子兵法》。
收錄於《宋史·藝文志》的《五家注孫子》中。

## 小說中的賈隱林
在《太平廣記》中記載了賈隱林於建中四年隨扈德宗時相似的故事。 唐德宗想要到西方巡視，有會觀星者上奏道: 「遇見有林的地方就停下。」皇帝說: 「怎麼敢讓朕停止在林木中? 」姜公輔說: 「不如此的話，只要是地也算是林木。」有個叫賈隱林的奉天尉至行宮謁見皇帝，皇帝觀他相貌有雄傑之氣，又出自忠烈之家，符合了觀星者所說的話。隱林是天寶末年將領賈循的姪子，於是皇帝把他召見至臥房內，以試探他謀略的深淺。隱林在御榻前以手板在地上畫出攻守策略，令皇帝感覺很不一般。隱林上奏道: 「臣昨天夢到太陽從天上掉下來，我便用頭把太陽頂回天上。」皇帝說:朕這次來，乃是以前就已經定數的。」於是任命隱林為侍御史，負責糾正錯誤及揭發不正，後又改任為左常侍。